# Freiwilligenprogramm der Vereinten Nationen
Das Freiwilligenprogramm der Vereinten Nationen (engl.: United Nations Volunteers – UNV) wurde auf der Grundlage der am 7. Dezember 1970 von der Generalversammlung der Vereinten Nationen verabschiedeten Resolution 2659 (XXV) errichtet.

## Geschichte

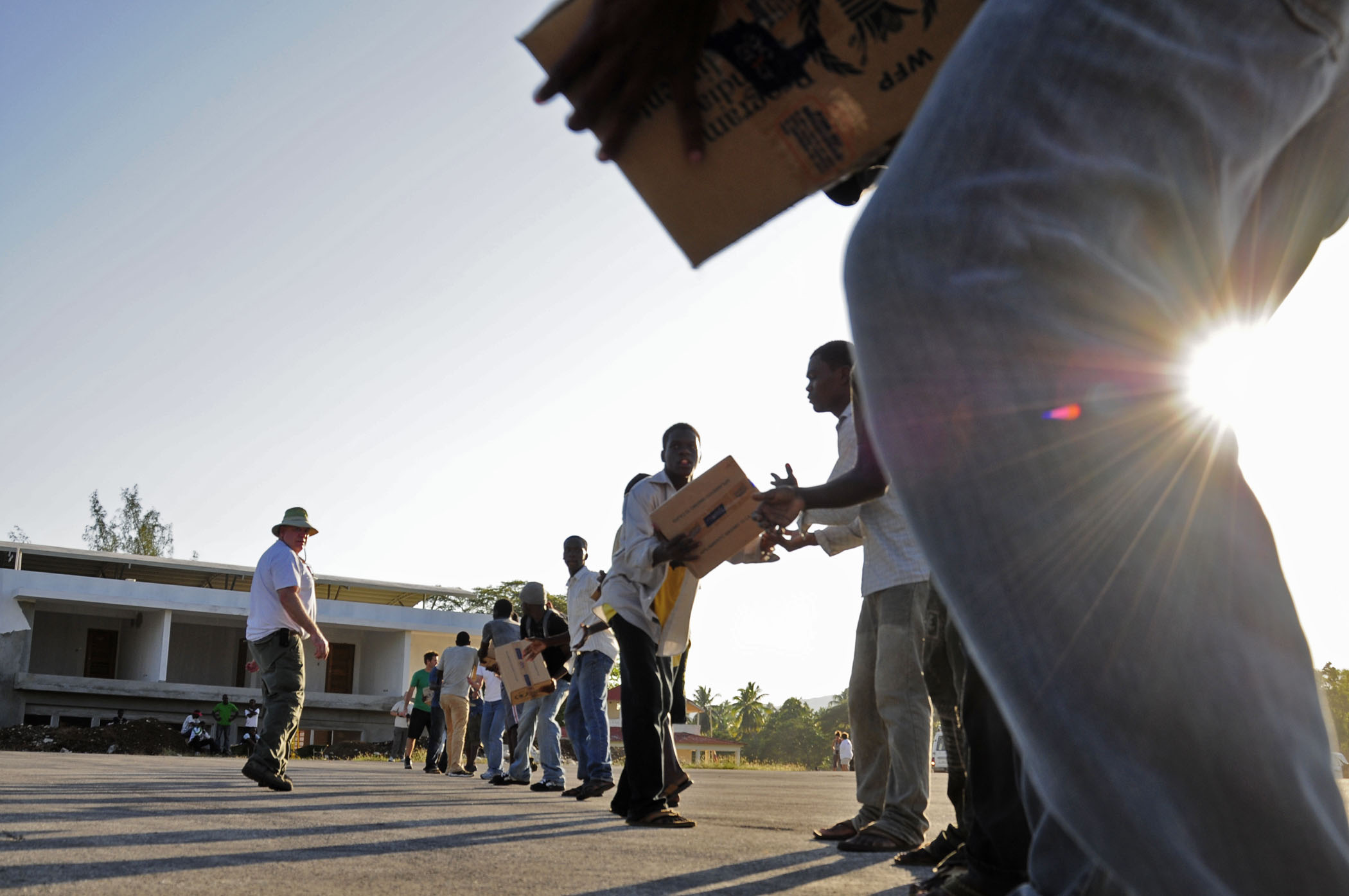
UN-Freiwillige beim Verteilen von Hilfsgütern in Haiti

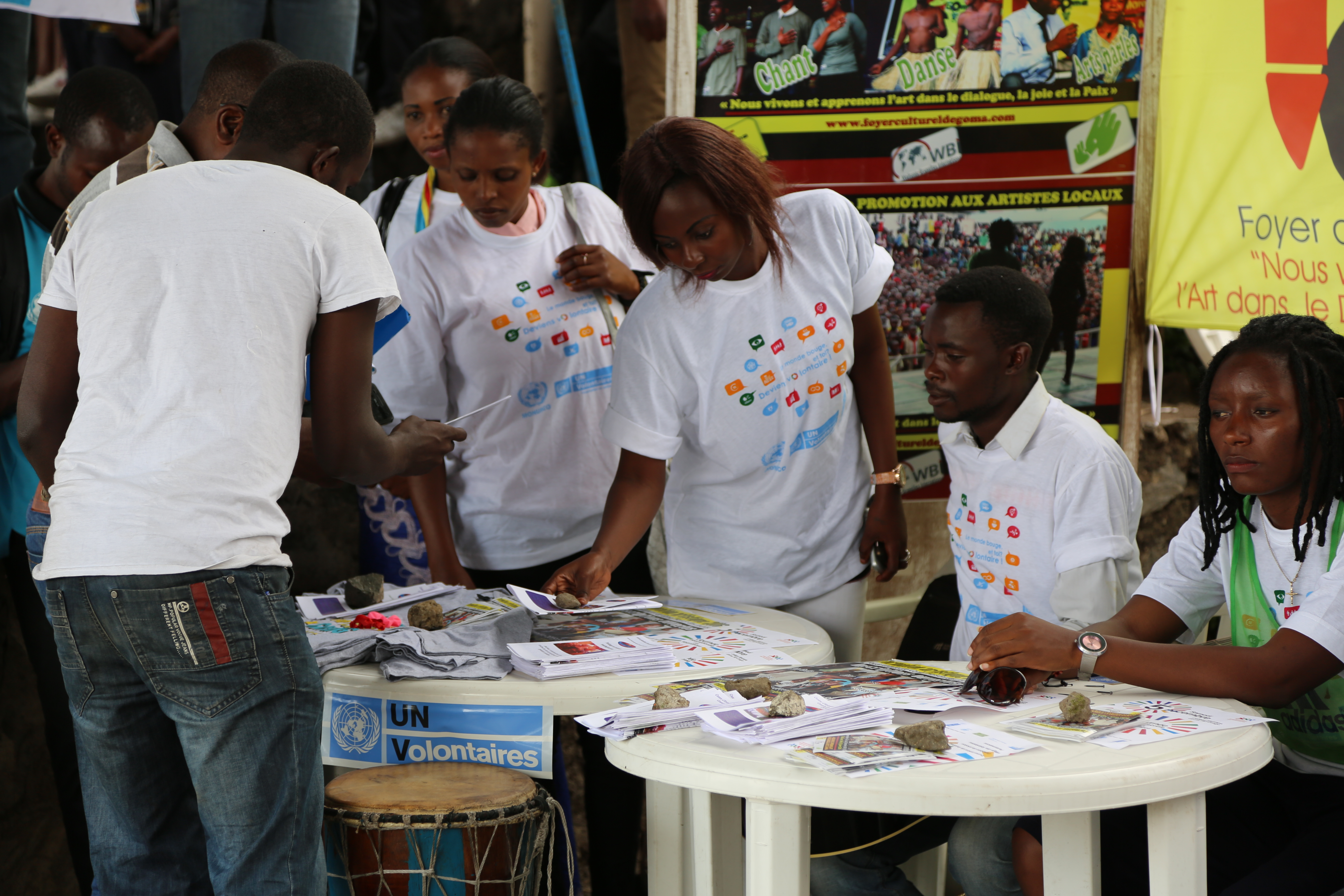
UN-Freiwillige beim Verteilen von Informationsmaterial in der DR Kongo

Die Gründung geschah auf Initiative von Schah Mohammad Reza Pahlavi, der in einer Rede am 13. Juni 1968 an der Harvard University die Gründung einer Einrichtung der Vereinten Nationen für den Aufbau eines Freiwilligendienstes vorschlug. Die Generalversammlung der Vereinten Nationen gab am 20. Dezember 1968 mit der Resolution 2460 (XXXIII) zunächst eine Machbarkeitsstudie für die Errichtung einer Einrichtung für die Koordinierung eines Freiwilligenprogramm in Auftrag. Im Dezember 1970 wurde dann die Gründung der Einrichtung mit Namen "United Nations Volunteers" (UNV) beschlossen. Bereits im Januar 1971 nahm die Einrichtung ihre Arbeit unter ihrem ersten Programmkoordinator, dem Iraner Assad K. Sadry, auf. Der Iran stellte zunächst auch die meisten Mittel zur Verfügung und bereits im September 1971 konnten 41 Freiwillige ihren Dienst in fünf Ländern aufnehmen. 1972 wurde die Hauptverwaltung von New York nach Genf verlegt.
Seit 1996 wird das Nebenorgan der Vereinten Nationen vom Entwicklungsprogramm der Vereinten Nationen (UNDP) verwaltet und hat seinen Sitz in Bonn/Deutschland.
Das Freiwilligenprogramm der Vereinten Nationen (UNV) ist eine Organisation der Vereinten Nationen zur Förderung von weltweiter Freiwilligenarbeit für Frieden und Entwicklung. Freiwilligenarbeit kann das Tempo und Wesen der Entwicklung verändern und von ihr profitiert sowohl die Gesellschaft als Ganzes als auch der einzelne Freiwillige. UNV leistet einen Beitrag zu Frieden und Entwicklung, indem es weltweit für Freiwilligenarbeit eintritt, Partner ermutigt, Freiwilligenarbeit in ihre Entwicklungsprogramme einzubeziehen, und indem es Freiwillige mobilisiert.
UNV arbeitet mit UN-Organisationen zusammen ebenso wie mit Regierungen und Institutionen außerhalb des UN Systems, einschließlich der Zivilgesellschaft, Nichtregierungsorganisationen sowie der Privatwirtschaft. UN-Freiwillige spielen weltweit im Entwicklungsprozess eine entscheidende Rolle: Sie unterstützten ihre Partner dabei, die menschliche Entwicklung voranzubringen und die Millenniums-Entwicklungsziele zu erreichen.
Die meisten Einsätze erfolgen in den am wenigsten entwickelten Ländern. Arbeitsfelder sind z. B.:
- Errichtung demokratischer Strukturen
- Existenzgründung und Unternehmertum
- Friedensmissionen und Übergangsverwaltungen
- Gesundheitsberatung
- Humanitäre Hilfe
- soziale Rehabilitation
- Technische Zusammenarbeit
- Umwelt- und Entwicklungsprojekte

Besonders gefragt sind Experten mit beruflichen oder akademischen Abschlüssen in den Bereichen Verwaltung, Landwirtschaft, Erziehung und Bildung, Gesundheitswesen, Ingenieurwesen, Technik, Handwerk, Bauwesen, Unternehmensberatung, Kommunikation und Transport. Die Entsendedauer der durchschnittlich 40-jährigen Volontäre beträgt in der Regel ein bis zwei Jahre. Die meisten Helfer kommen selbst aus Entwicklungsländern.

## Online Volunteering Service
Der Online Volunteering Service von UNV bietet Menschen die Möglichkeit, sich ehrenamtlich in der Entwicklungszusammenarbeit zu engagieren. Freiwillige können auf der Webseite des Online Volunteering Services aus zahlreichen Möglichkeiten für ein Engagement wählen. Auf dem Online-Portal von UNV stellen vornehmlich Nichtregierungsorganisationen und UN-Organisationen Aufgaben ein, durch deren Erledigung Freiwillige sie unterstützen können. Die Freiwilligen bringen ihre Fähigkeiten dabei auf vielfältige Weise ein, zum Beispiel durch das Erstellen von Websites, das Übersetzen von Texten, die Planung einer Marketing- oder Fundraisingkampagne u. v. m.
Mit dem Online Volunteering Service bietet UNV:
- Eine globale Plattform für Entwicklungsorganisationen, auf der sie freiwillige Unterstützer rekrutieren können;
- Eine einfach zu bedienende Website, auf der Freiwillige nach Möglichkeiten für ein Engagement suchen können;
- Ein benutzerfreundliches Tool, mit dem Organisationen ihre Aufgaben und Freiwilligen verwalten können;
- Die Möglichkeit für Freiwillige und Organisationen ihre Netzwerke zu erweitern.[5]

72 Prozent der Organisationen, die den Service nutzen, sind Organisationen der Zivilgesellschaft, 25 Prozent sind Organisationen der Vereinten Nationen und 3 Prozent sind staatliche Institutionen.
Im Jahr 2013 wurden 17.370 Aufgaben auf der Website des OnlineVolunteering Service angeboten.
Über 58 Prozent der 11.328 Online-Freiwilligen waren Frauen und 60 Prozent waren aus Entwicklungsländern.